# تری‌متیل‌سیلیل تری‌فلورومتان‌سولفونات
تری‌متیل‌سیلیل تری‌فلورومتان‌سولفونات(به انگلیسی: Trimethylsilyl trifluoromethanesulfonate) یک مشتق تری‌فلورومتان‌سولفونات با گروه R تری‌متیل‌سیلیل است. واکنش پذیری مشابه با تری‌متیل‌سیلیل کلرید دارد و اغلب در سنتزهای آلی مورد استفاده قرار می گیرد.

## همچنین ببینید
- سیلیل انول اتر